# Sons of Northern Darkness
Sons of Northern Darkness es el séptimo álbum de la banda noruega de black metal, Immortal y el último antes de su separación. Fue el primer álbum de la banda publicado por la discográfica alemana Nuclear Blast el 4 de febrero de 2002. Musicalmente es muy similar a las dos anteriores grabaciones, At the Heart of Winter y Damned In Black aunque con un sonido más limpio que estos. 

## Grabación y publicación
Tras la publicación de Damned In Black (2000), Immortal dejó a la discográfica francesa Osmose Productions (que había publicado sus seis álbumes anteriores) y fichó por Nuclear Blast. La grabación y la mezcla final se realizaron en los estudios Abyss (Suecia), propiedad del productor Peter Tagtgren.
El 4 de febrero de 2002 el álbum fue lanzado y poco tiempo después el bajista Iscariah dejó Immortal para formar un proyecto en solitario, Dead to this World; su sustituto fue Saroth, bajista de la banda de Tagtgren, Pain.
Se sabe que la ediciones limitadas de Sons of Northern Darkness fueron lanzadas como un digipack de edición limitada quadfolded y estrictamente como una edición limitada de metal box. La edición limitada de metal box sólo estaba disponible a través de Nuclear Blast mailorder y se agotó antes de que fuera actualmente lanzado. Además, Sons of Northern Darkness se reeditó por Nuclear Blast en 2005 con el DVD Live at BB Kings Club New York. 

## Lista de canciones
| N.º | Título                      | Letras  | Música        | Duración |  |
| 1.  | «One by One»                | Demonaz | Abbath, Horgh | 5:00     |  |
| 2.  | «Sons of Northern Darkness» | Demonaz | Abbath, Horgh | 4:47     |  |
| 3.  | «Tyrants»                   | Demonaz | Abbath, Horgh | 6:19     |  |
| 4.  | «Demonium»                  | Demonaz | Abbath, Horgh | 3:57     |  |
| 5.  | «Within the Dark Mind»      | Demonaz | Abbath, Horgh | 7:32     |  |
| 6.  | «In My Kingdom Cold»        | Demonaz | Abbath, Horgh | 7:17     |  |
| 7.  | «Antarctica»                | Demonaz | Abbath, Horgh | 7:13     |  |
| 8.  | «Beyond the North Waves»    | Demonaz | Abbath, Horgh | 8:07     |  |

## Créditos
- Abbath Doom Occulta – guitarra, bajo, voz
- Demonaz Doom Occulta – letras
- Horgh – batería
- Iscariah – bajo (Sólo en One by One)

### Producción
- Peter Tägtgren - productor
- Lars Szoke - ingeniero de sonido
- Abbath/Horgh - coproductores

### Diseño del álbum
- Kay Berg - foto de la portada
- Bjorn Stian Bjoarvik/Horgh/Demonaz - arte del álbum

## Trivia
En una entrevista con Mortem Zine, Iscariah confirmó que Abbath interpretó el bajo en todas las canciones, excepto en "One By One". 

## Posiciones en las listas
Sons of Northern Darkness entró en las listas de Finlandia (llegando hasta el puesto #31) y de Alemania (llegando hasta el puesto #58). 
| Año  | Álbum                     | Lista                                 | Posición |
| ---- | ------------------------- | ------------------------------------- | -------- |
| 2002 | Sons of Northern Darkness | Lista oficial de álbumes en Finlandia | No. 31   |
| 2002 | Sons of Northern Darkness | Lista oficial de álbumes en Alemania  | No. 58   |